# Lingwulong
Lingwulong — рід дикреозаврових динозаврів, що існував 174 млн років тому.
Рештки знайдені на території КНР. Єдиний вид, L. shenqi, описаний 2018 року.
Це найдавніший відомий неозавропод. Оскільки він існував у ранній середній юрі, то всі інші головні групи Neosauropoda (Macronaria, Diplodocoidea, Rebbachisauridae, Flagellicaudata, Dicraeosauridae, Diplodocidae) ймовірно виникли у ранній юрі, значно раніше, ніж вважалося до того.